# Такахасі (місто)

34°47′49″ пн. ш. 133°37′00″ сх. д. / 34.79694° пн. ш. 133.61667° сх. д.
Такахаші (яп. 高梁市) — місто в Японії, в префектурі Окаяма. Символи міста — сосна густоквітна, сакура

## Географія
Місто знаходиться острові Хонсю, на заході префектури Окаяма в регіоні Тюґоку. Більша частина міста знаходиться на плато Кібі. Через місто протікає річка Такахаші.
З містом межують міста Соджя, Ібара, Ніїмі, Маніва, Сьобара, містечка Кібітюо, Дзінсекі-Коґен.

### Клімат
| Клімат Такахаші                            | Клімат Такахаші | Клімат Такахаші | Клімат Такахаші | Клімат Такахаші | Клімат Такахаші | Клімат Такахаші | Клімат Такахаші | Клімат Такахаші | Клімат Такахаші | Клімат Такахаші | Клімат Такахаші | Клімат Такахаші | Клімат Такахаші |
| Показник                                   | Січ.            | Лют.            | Бер.            | Квіт.           | Трав.           | Черв.           | Лип.            | Серп.           | Вер.            | Жовт.           | Лист.           | Груд.           | Рік             |
| Абсолютний максимум, °C                    | 17,0            | 21,4            | 25,3            | 31,6            | 33,6            | 36,7            | 38,9            | 39,0            | 37,0            | 31,0            | 25,1            | 19,2            | 39,0            |
| Середній максимум, °C                      | 8,3             | 9,3             | 13,2            | 19,9            | 24,6            | 27,7            | 31,2            | 32,7            | 28,3            | 22,3            | 16,3            | 10,9            | 20,4            |
| Середній мінімум, °C                       | −1,5            | −1,2            | 1,6             | 6,4             | 11,7            | 17,1            | 21,7            | 22,5            | 18,3            | 11,5            | 5,6             | 0,7             | 9,5             |
| Абсолютний мінімум, °C                     | −8,1            | −10             | −5,5            | −2,2            | 1,0             | 7,6             | 12,8            | 15,4            | 6,5             | 2,4             | −2,2            | −6,1            | −10             |
| Середня кількість сонячних годин на місяць | 94,7            | 100,5           | 128,5           | 159,9           | 163,9           | 124,6           | 137,6           | 157,2           | 123,0           | 122,0           | 99,2            | 94,1            | 1498,5          |
| Норма опадів, мм                           | 37.2            | 52.8            | 94.3            | 99.2            | 135.6           | 172.9           | 190.0           | 99.7            | 147.0           | 82.1            | 57.3            | 36.1            | 1200.9          |
| ------------------------------------------ | --------------- | --------------- | --------------- | --------------- | --------------- | --------------- | --------------- | --------------- | --------------- | --------------- | --------------- | --------------- | --------------- |
| Джерело: Метеорологічне управління Японії  |                 |                 |                 |                 |                 |                 |                 |                 |                 |                 |                 |                 |                 |

## Населення
Зміни населення міста Такахаші.
| Рік  | Населення |
| ---- | --------- |
| 1970 | 53 270    |
| 1975 | 49 330    |
| 1980 | 47 013    |
| 1985 | 45 760    |
| 1990 | 44 039    |
| 1995 | 43 115    |
| 2000 | 41 077    |
| 2005 | 38 799    |
| 2010 | 34 977    |

## Міста—побратими
- Трой Сіті (США, штат Огайо)
- Тікусей (префектура Ібаракі)
- Такаторі (префектура Нара)
- Івамура (префектура Гіфу)

## Туризм
Для розвитку туризму в 2014 році місто стало спонсором для випуску серій аніме Ai Tenchi Muyo!.